# Kalimok
Kalimok (bulgariska: Калимок) är en ö i Bulgarien.   Den ligger i regionen Silistra, i den nordöstra delen av landet, 300 km nordost om huvudstaden Sofia.
Trakten runt Kalimok består till största delen av jordbruksmark. Runt Kalimok är det ganska glesbefolkat, med 43 invånare per kvadratkilometer.